# 簡快碼
簡快碼，或稱簡碼、簡速碼、快碼，是中文輸入法（尤其是形碼類）針對常用字另外編入的較短的編碼，以便快速輸入。
對初學者、及不求速度的使用者而言，簡碼練習，雖可一時求快，但是亦容易忘掉基本的拆碼觀念；而且久了不用，簡碼就會忘了，反而「欲速則不達」。

## 倉頡輸入法的簡快碼
倉頡輸入法由於發明人朱邦復堅持一字一碼的原則，因此傳統的倉頡輸入法沒有編簡碼。但是一些改良的倉頡輸入法為了加速輸入，便有依一定規則編入簡碼。

### 快速倉頡輸入法的簡快碼
快倉除將傳統倉頡的編碼規則簡化為「頭次尾」「頭.頭尾」、「頭尾.尾」以外，還增設了許多二碼字。

### 全方位倉頡輸入法的簡快碼
全方位倉頡輸入法增加文字輸入速度主要依靠有系統的簡碼，如使用頭尾碼、漢語拼音首字母或標點符號碼作為建立簡碼的藍本，再加上詞碼組合的出現，用家能以兩或三個碼鍵入兩字或以上的指定詞語，其取碼包含分號碼及有系統的選碼。此外，開發小組選擇常用漢字配上簡碼，亦是以科學方法針對漢字使用量的或然性作為研究基礎。
- 簡碼輸入 -- 全方位倉頡輸入法的簡碼選擇主要依下列十個方向：

1. 頭尾簡碼 - 由原倉頡碼的頭碼和尾碼組成，共73個，如「題」字的簡碼便是「日金(AC)」。
2. 頭二簡碼 - 由原倉頡碼的頭碼和第二碼組成，共41個，如「時」字的簡碼便是「日土(AG)」。
3. 頭三簡碼 - 由原倉頡碼的頭碼和第三碼組成，共48個，如「星」字的簡碼便是「日手(AQ)」。
4. 音尾簡碼 - 由聲母(漢語拼音)和全倉尾碼組成，共33個，如「邊」字的簡碼便是「月尸(BS)」。
5. 頭？簡碼 - 由頭碼和另一任意碼組成，共64個，如「境」字的簡碼便是「土，(G,)」。
6. 二？簡碼 - 由第二碼和另一任意碼組成，共11個，如「興」字的簡碼便是「難難(XX)」。
7. 尾？簡碼 - 由尾碼和另一任意碼組成，共35個，如「兒」字的簡碼便是「山田(UW)」。
8. ？頭簡碼 - 由第一任意碼及頭碼組成，共24個，如「謝」字的簡碼便是「心卜(PY)」。
9. ？尾簡碼 - 由第一任意碼及尾碼組成，共111個，如「詢」字的簡碼便是「，日(,A)」。
10. 強記簡碼 - 由兩個任意碼組成，共19個，如「並」字的簡碼便是「ZZ」。

- 詞碼輸入 -- 全方位倉頡輸入法的詞碼達八百個以上，取碼可分成下列數例：

1. 雙碼詞 - 詞碼由分號和另一碼組成，如「香港」的詞碼為「；竹」。
2. 三碼詞(倉頡) - 由分號及對應詞語的倉頡首碼組成，如「小心」的詞碼為「；弓心」。
3. 三碼詞(全倉) - 由分號及對應詞語的全倉首碼組成，如「傳真」的詞碼為「；難難」。

- 快捷標點輸入 -- 全方位倉頡輸入法的常用快捷標點32個和其他快捷標點，取碼可分成下列數例：

1. 常用快捷標點 - 以拆字形式編碼 如「！」的編碼為「中，」，「？」的編碼為「尸，」「……」的編碼為「火火，」。全倉亦保了原倉頡的標點符號編碼。
2. 其他快捷標點 - 特設符號編碼索引表，用家只需鍵入「，」，再按空白鍵，就會出現符號索引表，再按空白鍵看下一頁，最後用 ESC 鍵離開索引。

- 全方位倉頡輸入法採用了「只加不減、傳統倉頡輸入法優先」原則。

### 大新倉頡輸入法的簡快碼
大新倉頡輸入法將傳統倉頡的尾編碼規則簡化為「頭次尾」、「頭尾.頭尾」以外，還增設了大量簡碼。
大新倉頡輸入法的簡碼設計根據了字頻統計以提高效率。
簡碼編碼特色：
- 根據字頻統計，將26個極常用字編為一碼字，並且編了口訣幫助記憶：[3]

| 一碼字 | 簡碼  | 原取碼    | 一碼字 | 簡碼  | 原取碼    |
| ------ | ----- | --------- | ------ | ----- | --------- |
| 是     | 日(A) | 日.一人   | 發     | 弓(N) | 弓人.弓水 |
| 有     | 月(B) | 大月      | 人     | 人(O) | 人        |
| 業     | 金(C) | 廿金木    | 民     | 心(P) | 口女心    |
| 來     | 木(D) | 木人人    | 年     | 手(Q) | 人手      |
| 法     | 水(E) | 水.土戈   | 可     | 口(R) | 一弓.口   |
| 不     | 火(F) | 一火      | 成     | 尸(S)   | 戈竹      |
| 在     | 土(G) | 大中土    | 對     | 廿(T) | 廿土.木戈 |
| 的     | 竹(H) | 竹日.心戈 | 行     | 山(U) | 山.一弓   |
| 為     | 戈(I) | 戈大火    | 以     | 女(V) | 女.戈人   |
| 家     | 十(J) | 十.一人   | 國     | 田(W) | 田.戈一   |
| 大     | 大(K) | 大        | 這     | 卜(Y) | 卜.卜口   |
| 中     | 中(L) | 中        | 與     | 難(X) | 竹難金    |
| 一     | 一(M) | 一        | 會     | Ｚ(Z) | 人.一日   |
- 根據字頻統計，將其他字依次編入二碼字：
  - 「首尾」二碼字：
如「自」原為「竹月山」，簡為「竹山」。
  - 「首二」二碼字：
如「代」原為「人戈心」，簡為「人戈」。
  - 「首三」二碼字：
如「絕」原為「女火尸山」，簡為「女尸」。
  - 無規則二碼字，並輔以口訣：
如「嘉」原為「土.口口」，簡為「土中」，另以「嘉義中學」口訣幫助記憶。
- 簡化一些二碼的常用字首為只取一碼：
如「阝」原為「弓中」，作字首時簡為「弓」。
- 簡化一些二碼的常用字首為連取二同碼，因為連按二鍵較快：
如「門」原為「日弓」，作字首時簡為「日日」。
- 編入「日十十」至「Ｚ十十」等26個不規則快碼，因為「十」位於最靈活的右手食指可及之處：
如「皮」原為「木竹水」，快碼為「木十十」。

## 外部連結
- 快速倉頡輸入法第六代 （页面存档备份，存于）

大易輸入法
- 嘸蝦米輸入法 （页面存档备份，存于）
- 行列輸入法的家
- 華象直覺輸入法